# Alfred Steinke
Temple de la renommée allemand : 1988
Alfred Wilhelm Steinke (né le 6 juin 1881 à Berlin, mort en mai 1945 dans la même ville) est un joueur professionnel allemand de hockey sur glace.

## Carrière
Alfred Steinke fait toute sa carrière au Berlin SC de 1900 à 1931 dans toutes les positions : d'abord comme défenseur ou attaquant puis gardien de but à la fin de sa carrière. Il est champion d'Allemagne en 1912, 1913, 1914 puis 1920, 1921, 1923, 1924, 1925, 1926, 1928 et 1929. De plus, il remporte la Coupe Spengler en 1924, 1926 et 1928.
Alfred Steinke fait partie de l'équipe nationale à sa création. Il est vice-champion d'Europe en 1910, en 1911, 1912, et en 1914, troisième en 1913 et en 1927. Il participe aux Jeux olympiques de 1928 à Saint-Moritz en tant que gardien de but.
Après la fin de sa carrière de joueur, il devient commissaire du Deutscher Eissport-Verband. À partir de 1935, il est directeur technique du hockey sur glace et, en 1936, membre du comité d'organisation des Jeux Olympiques de 1936 à Garmisch-Partenkirchen, organisateur du tournoi de hockey sur glace et arbitre. Il est également corédacteur du journal Eishockey im Deutschen Eislauf-Verband.
Pendant la Première Guerre mondiale, il se bat en Roumanie. Il meurt à Berlin pendant les derniers jours de la Seconde Guerre mondiale.